# Bảng giá điện tử ESL

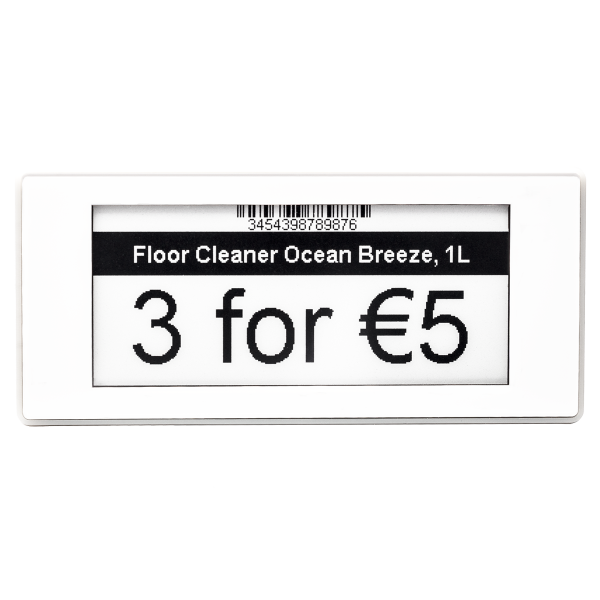

Bảng giá điện tử (tiếng Anh: Electronic shelf label, viết tắt ESL) là một hệ thống được sử dụng chủ yếu bởi các nhà bán lẻ dùng để hiển thị giá của các sản phẩm trên kệ. Thông thường các mô-đun màn hình điện tử được gắn vào cạnh trước của kệ bán hàng. Những mô-đun này thường là các e-paper hoặc màn hình LCD để hiển thị giá sản phẩm. Trong đó e-paper là xu hướng hiện nay trong thị trường ESL vì nó cũng cấp màn hình hiển thị sắc nét và có thể hỗ trợ hiển thị đầy đủ hình ảnh đồ họa. Một mạng truyền thông cho phép giá sản phẩm được tự động cập nhật bất cứ lúc nào khi mức giá thay đổi. Mạng truyền thông không dây thường được áp dụng như sóng radio, tia hồng ngoại hay thậm chí là truyền thông bằng các tia sáng có thể nhìn thấy được, trong đó, sóng radio được sử dụng phổ biến nhất.

## Nguyên tắc hoạt động
Giải pháp sử dụng công nghệ không dây để kết nối ESL với hệ thống cơ sở dữ liệu sản phẩm tại cửa hàng thông qua thiết bị kết nối base station. Bộ giải pháp bao gồm 3 thành phần chính:
- ESL: hiển thị thông tin sản phẩm, tự động gửi yêu cầu cập nhật thông tin đến server theo thời gian cấu hình.
- Base station: kết nối giữa ESL và cơ sở dữ liệu: theo dõi tình trạng và thông tin cài đặt để gửi về hệ thống; gửi các hình ảnh, mệnh lệnh từ server đến ESL.
- Server: chứa cơ sở dữ liệu và điều khiển, quản lý và giám sát mọi hoạt động của hệ thống.

Người dùng cuối sẽ thông qua ứng dụng ESL Server Application đã cài đặt sẵn để kết nối và kiểm soát việc hiển thị, cập nhật giá trên ESL. Ngoài ra, hệ thống còn tích hợp thêm máy quét mã vạch để tiện lợi cho việc thay đổi giá.

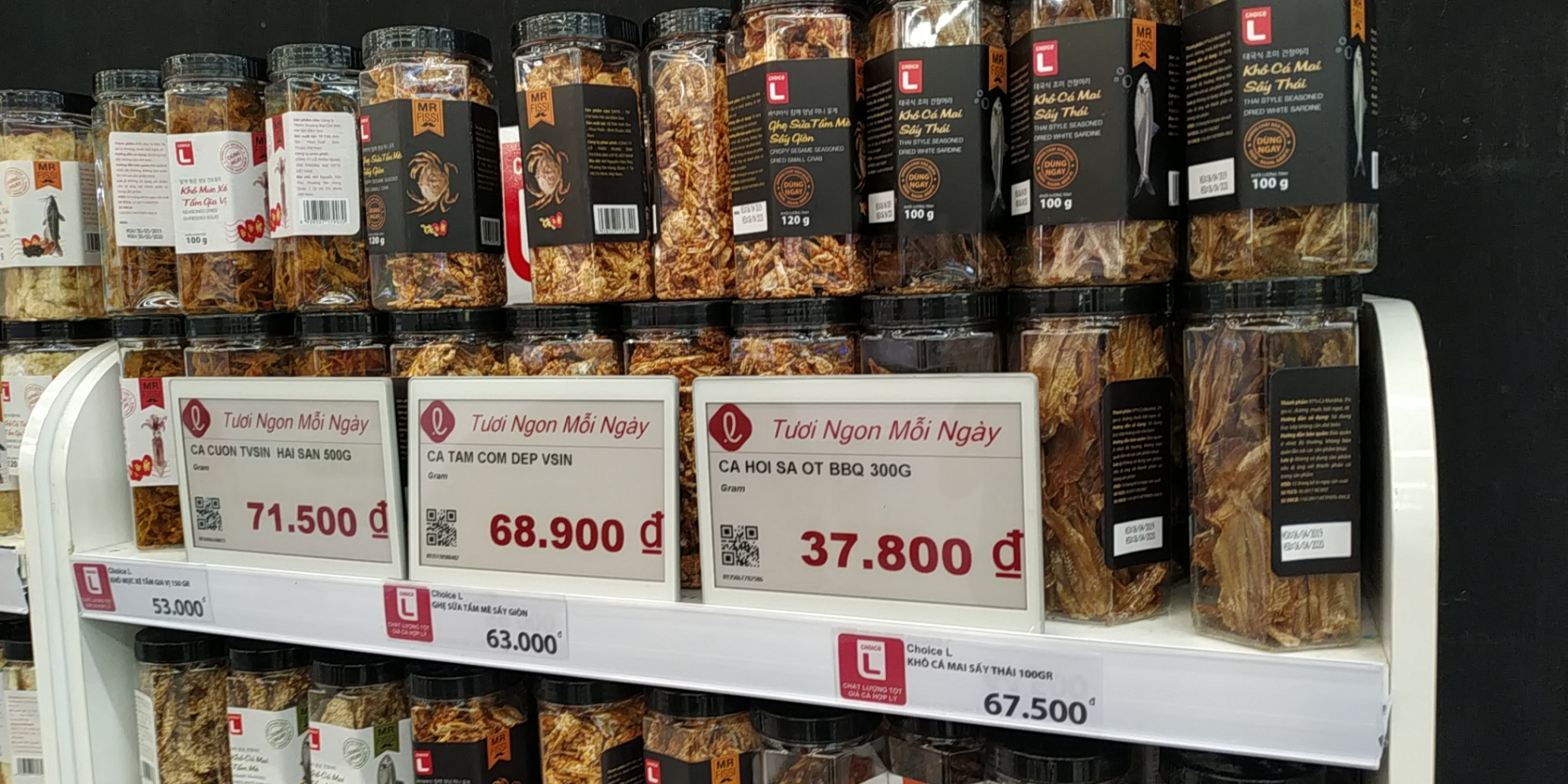

## Lợi ích
Một số lợi ích của ESL là :
- Đảm bảo tính nhất quán về giá
- Tăng năng suất làm việc
- Linh hoạt giá cả hàng hóa
- Giá cả mang tính chiến lược
- Quản lý tốt không gian lưu trữ
- Nâng cao hình ảnh công ty
- Giảm thiệu đáng kể chi phí hoạt động